# Tönnebro-Noran
Tönnebro-Noran är en sjö i Söderhamns kommun i Hälsingland och ingår i Skärjåns huvudavrinningsområde. Sjön är 2,2 meter djup, har en yta på 0,513 kvadratkilometer och befinner sig 58 meter över havet. Sjön avvattnas av vattendraget Skärjån (Tönsån).

## Delavrinningsområde
Tönnebro-Noran ingår i det delavrinningsområde (677219-156272) som SMHI kallar för Utloppet av Tönnebro-Noran. Medelhöjden är 63 meter över havet och ytan är 2,3 kvadratkilometer. Räknas de 59 avrinningsområdena uppströms in blir den ackumulerade arean 277,16 kvadratkilometer. Avrinningsområdets utflöde Skärjån (Tönsån) mynnar i havet. Avrinningsområdet består mestadels av skog (77 procent). Avrinningsområdet har 0,52 kvadratkilometer vattenytor vilket ger det en sjöprocent på 22,8 procent.